# Langia zenzeroides
Langia zenzeroides là một loài bướm đêm thuộc họ Sphingidae. Nó được miêu tả bởi Moore năm 1872.

## phân phát
Nó được tìm thấy ở miền bắc Ấn Độ, miền đông và miền nam Trung Quốc, Hàn Quốc, miền bắc Thái Lan, miền bắc Việt Nam, Nhật Bản và Đài Loan.

## miêu tả
Sải cánh dài 100–156 mm.

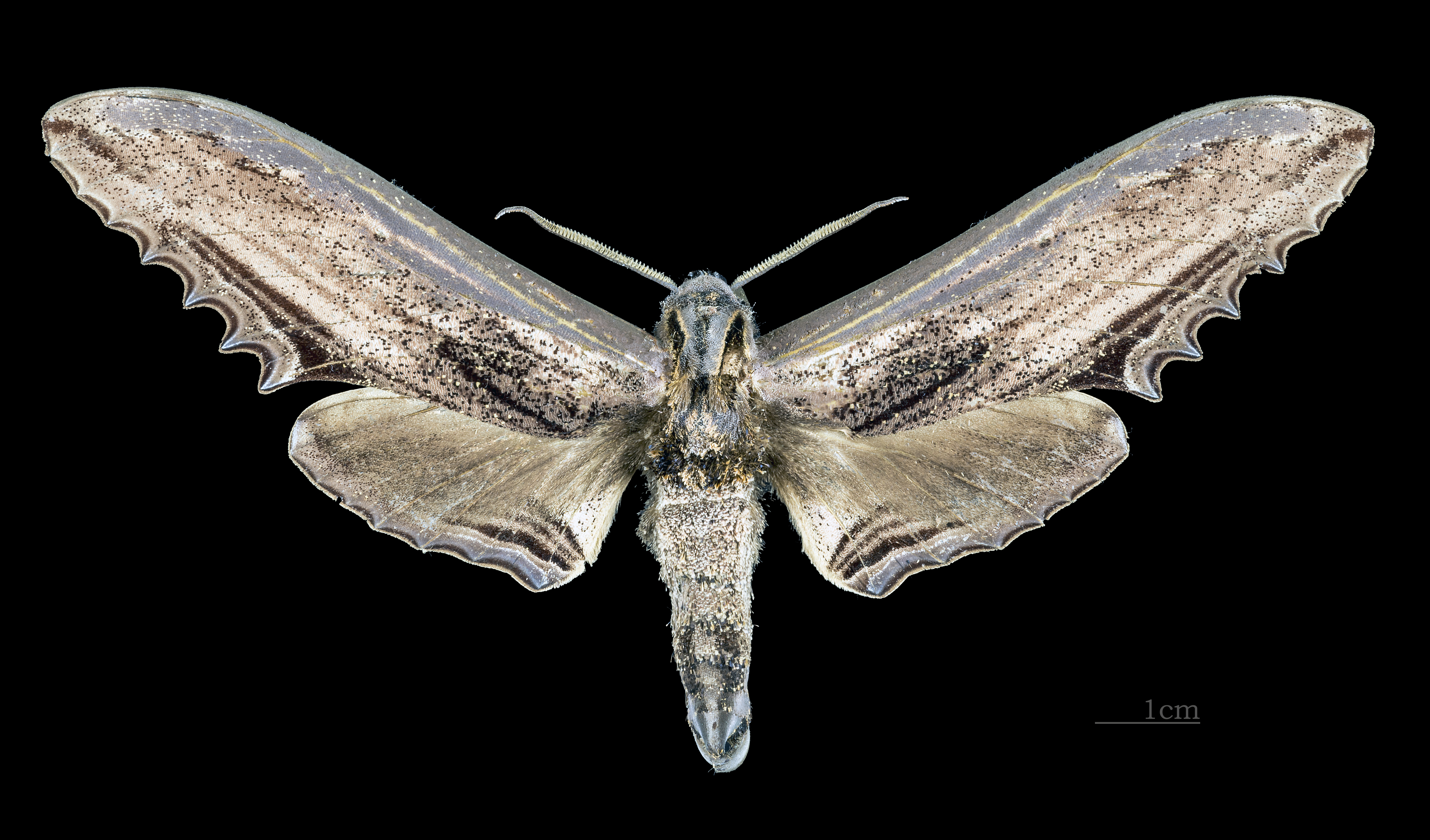
Langia zenzeroides zenzeroides ♂
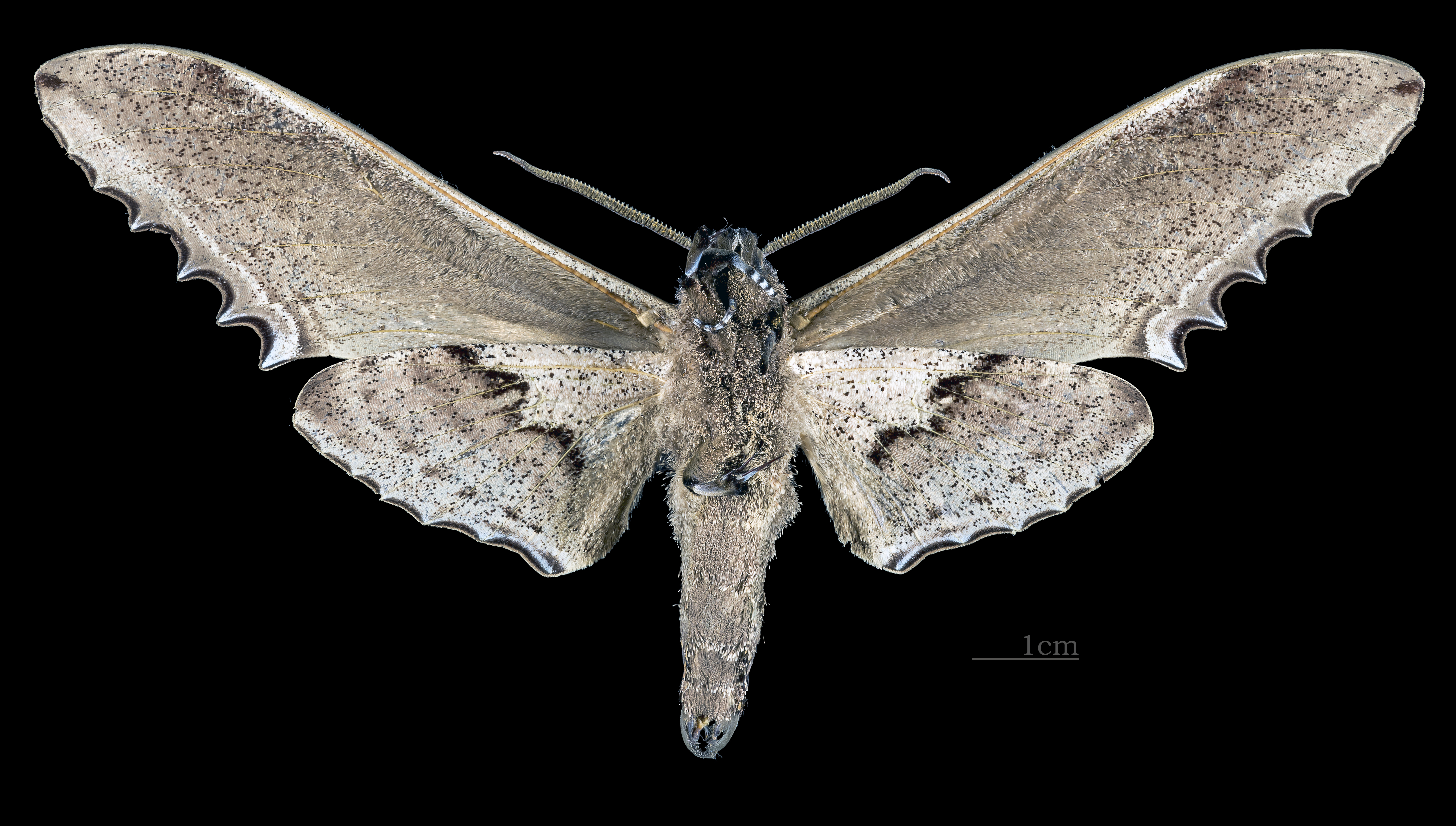
Langia zenzeroides zenzeroides ♂ △
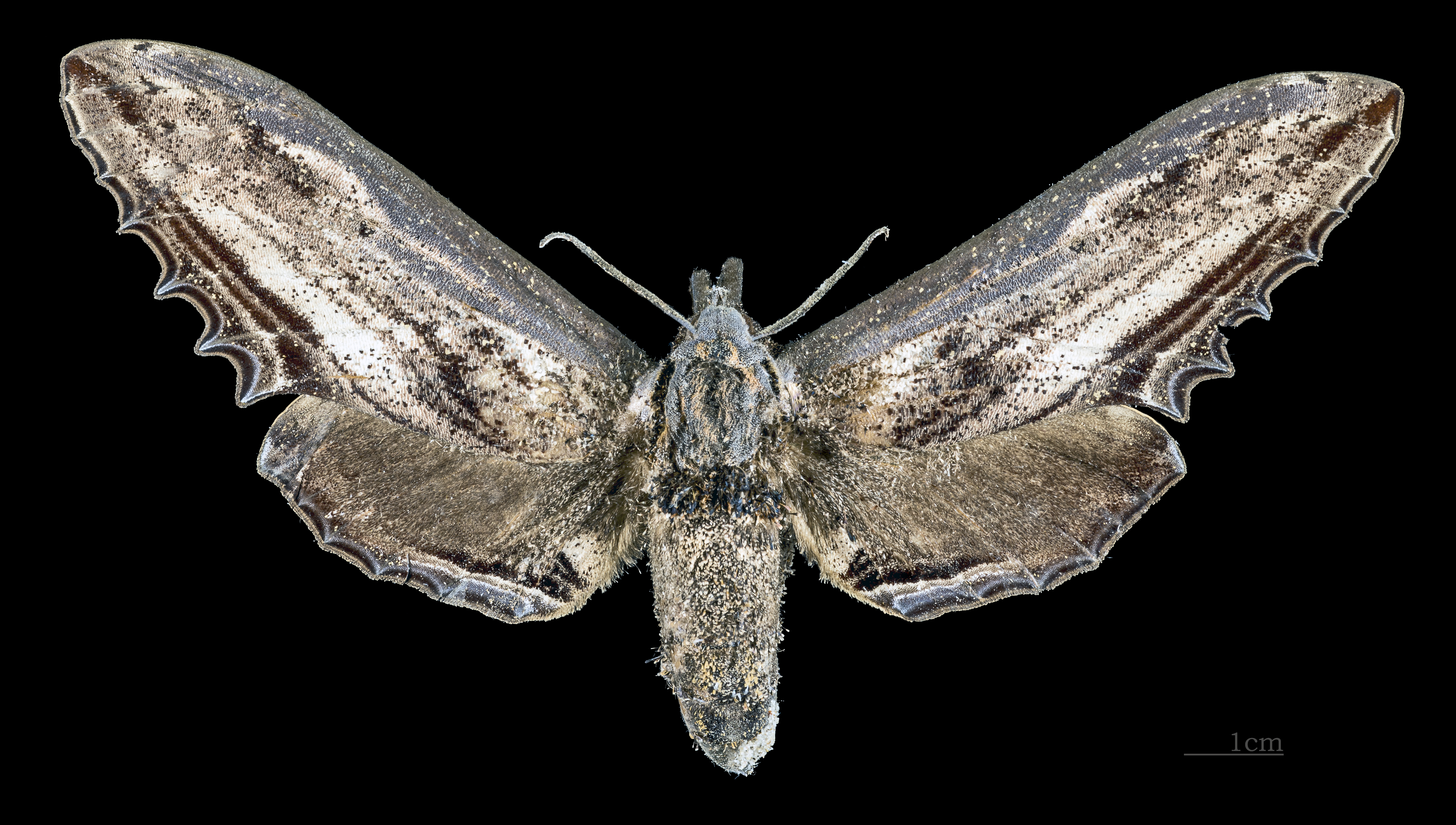
Langia zenzeroides zenzeroides ♀
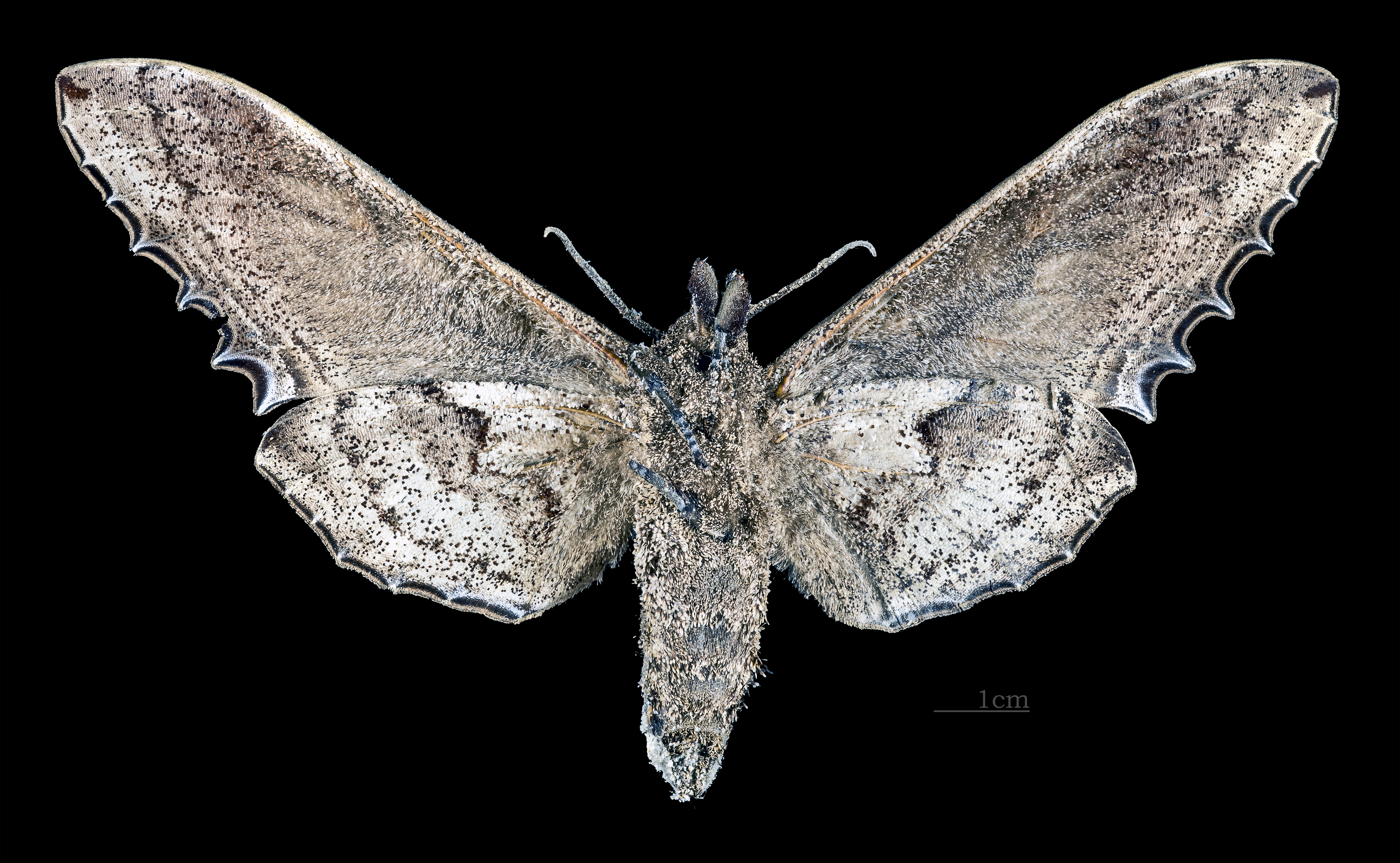
Langia zenzeroides zenzeroides ♀ △

## sinh học
Tại Hoa Bắc, Mỗi năm loài này có một thế hệ, con trưởng thành bay từ tháng 4 đến tháng 5. In Korea, con lớn đã được ghi nhận từ cuối tháng 4 đến giữa tháng 5 và ở Thái Lan, mùa bay chính vào tháng 1 và tháng 2.
Ấu trùng ăn Prunus persica, nhưng chủ yếu ăn loài Rosaceae, như cherries, táo, pears và medlars.

## Phụ loài
- Langia zenzeroides zenzeroides (miền bắc Ấn Độ, miền đông và miền nam Trung Quốc, Hàn Quốc, miền bắc Thái Lan và miền bắc Việt Nam)
- Langia zenzeroides nawai Rothschild & Jordan, 1903 (Nhật Bản)[4]
- Langia zenzeroides formosana Clark, 1936 (mountains of Taiwan)[5]

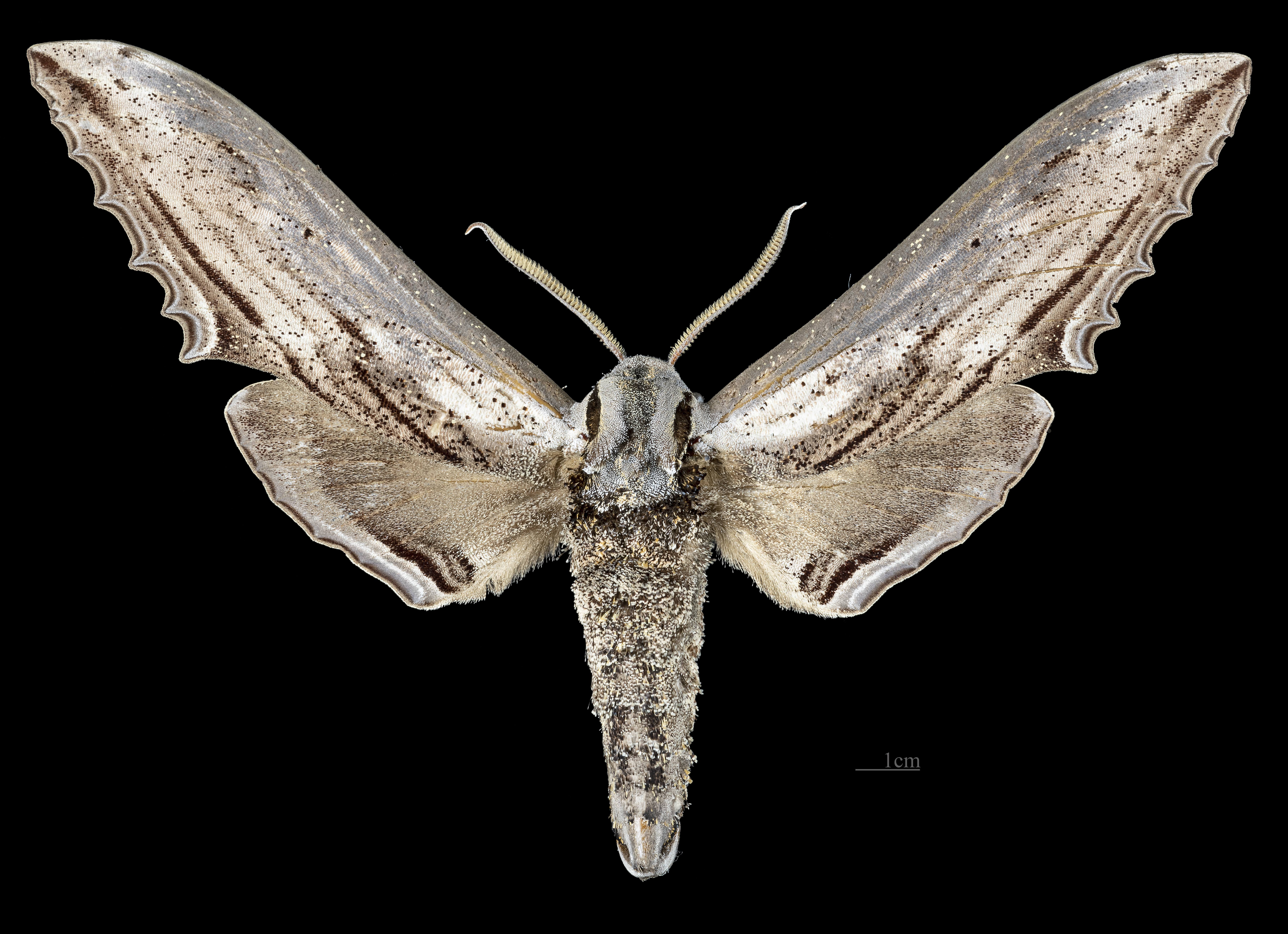
Langia zenzeroides formosana ♂
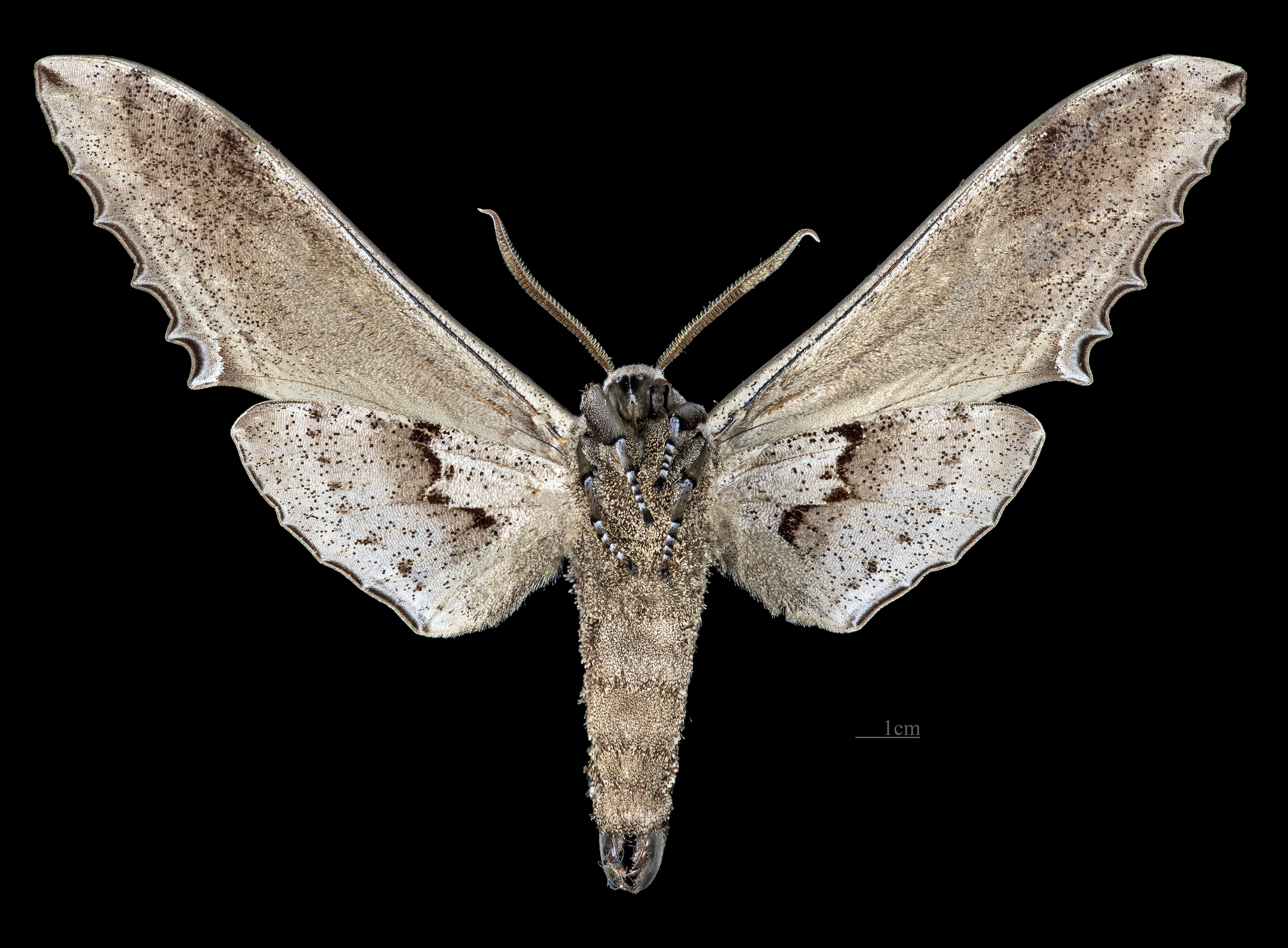
Langia zenzeroides formosana ♂ △
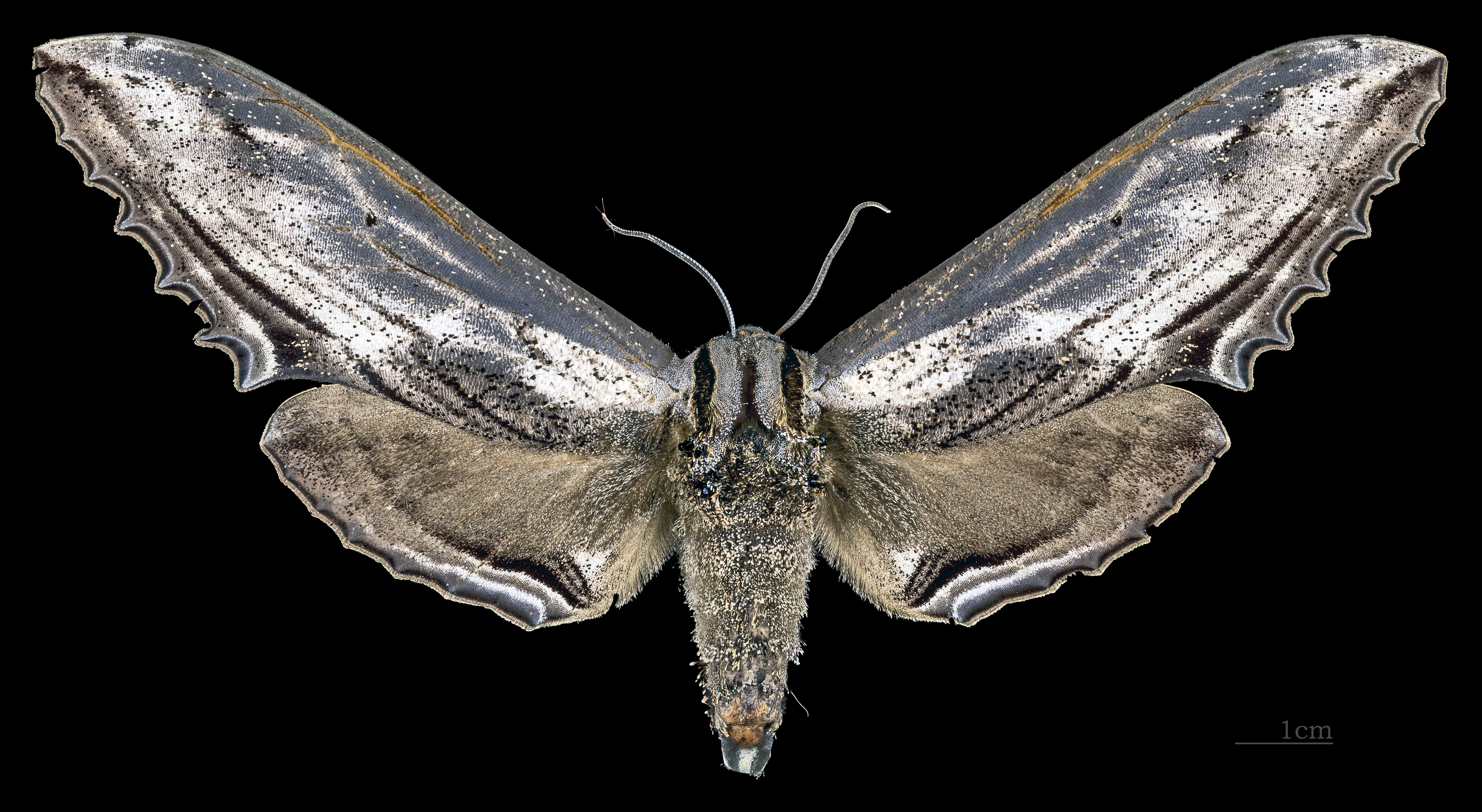
Langia zenzeroides formosana  ♀
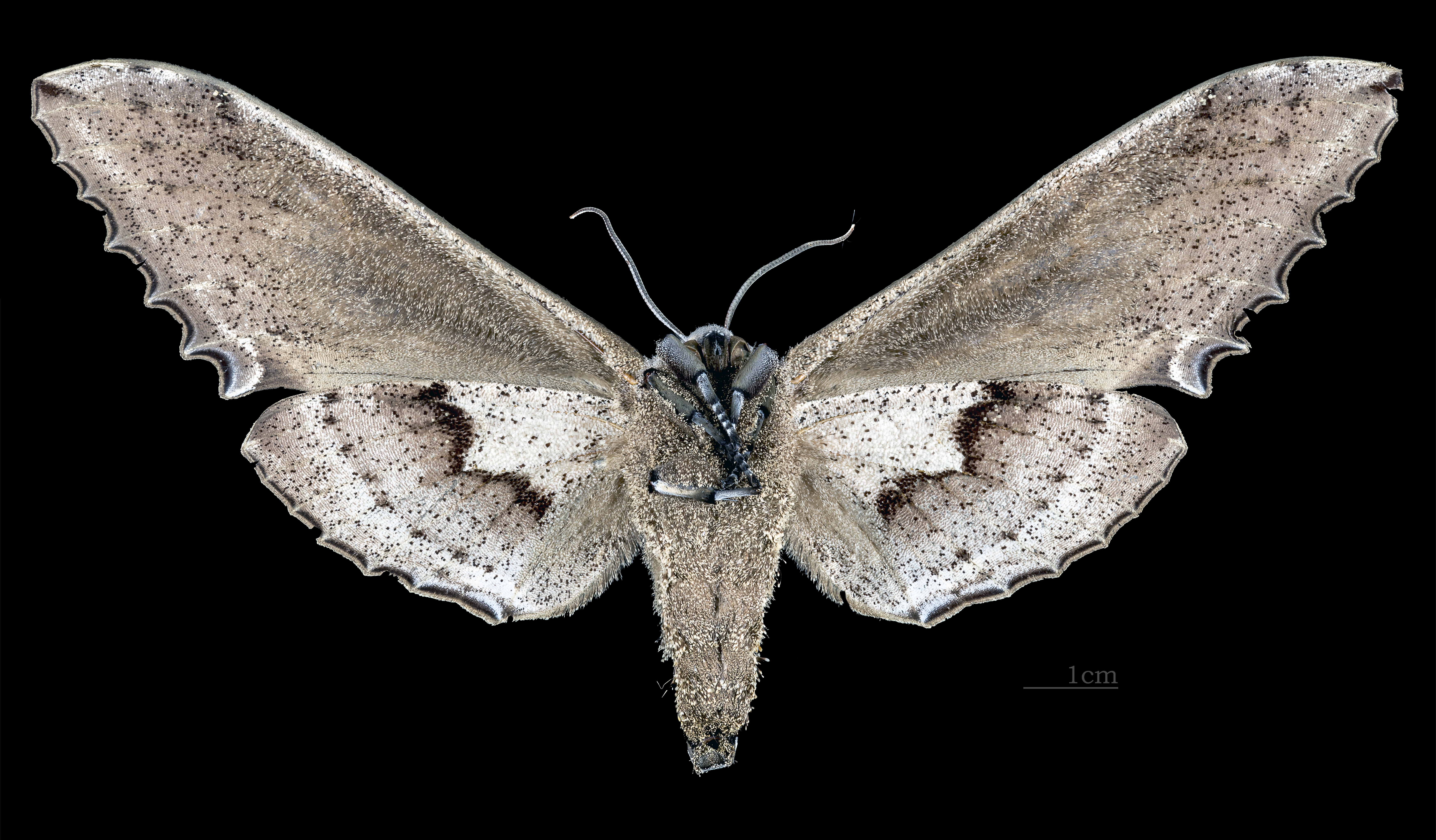
Langia zenzeroides formosana ♀ △

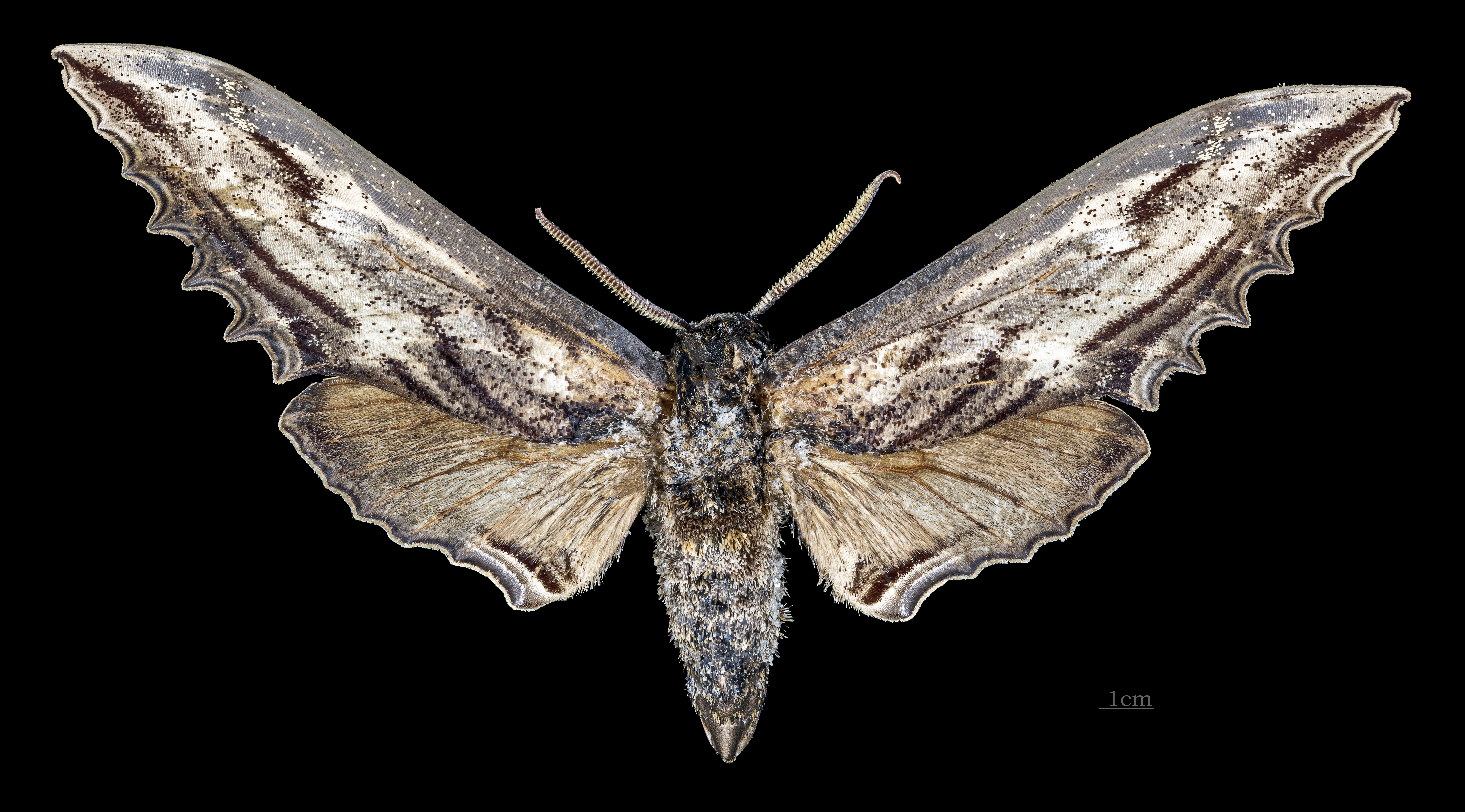
Langia zenzeroides nawai ♂
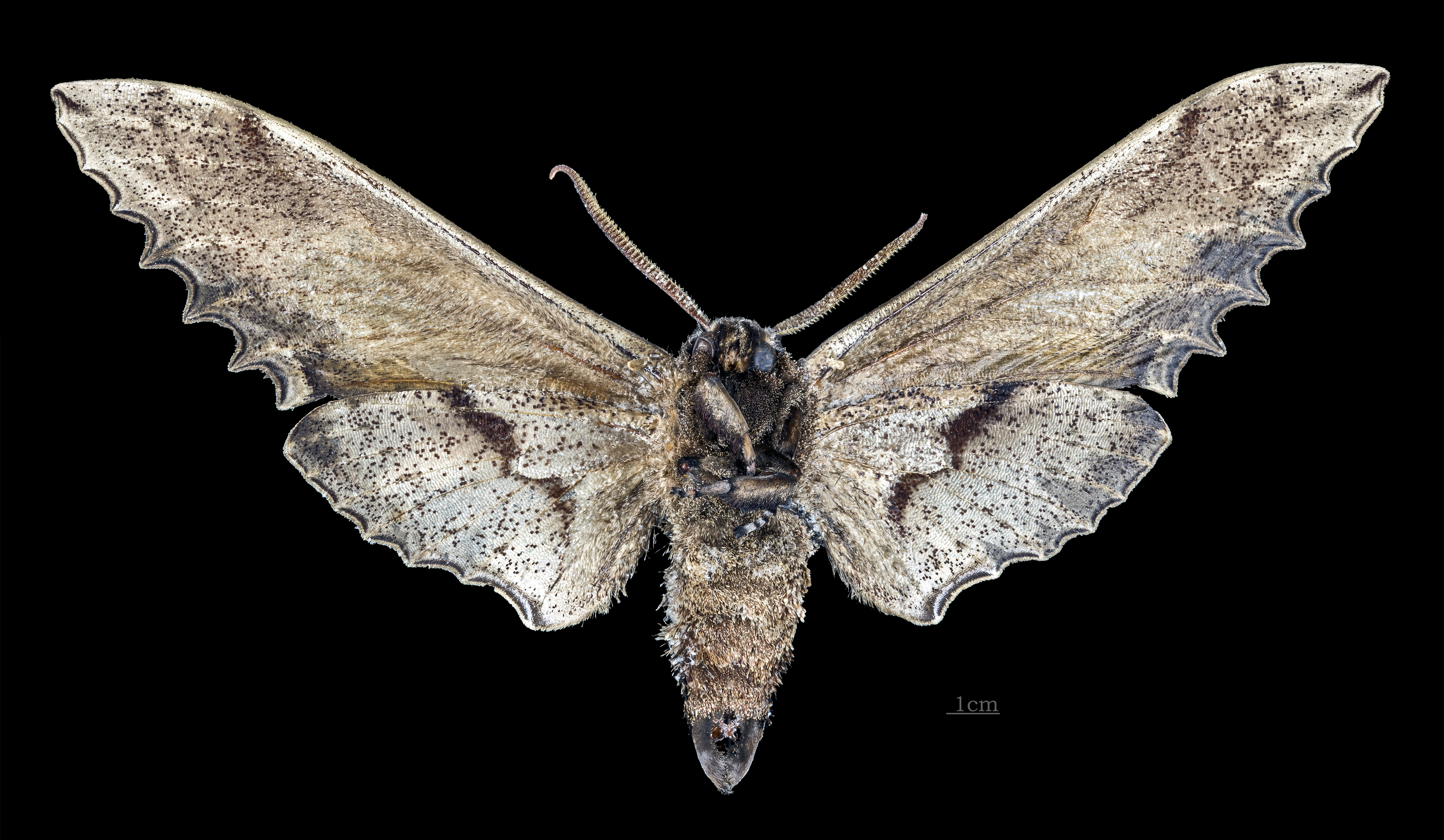
Langia zenzeroides nawai ♂  △
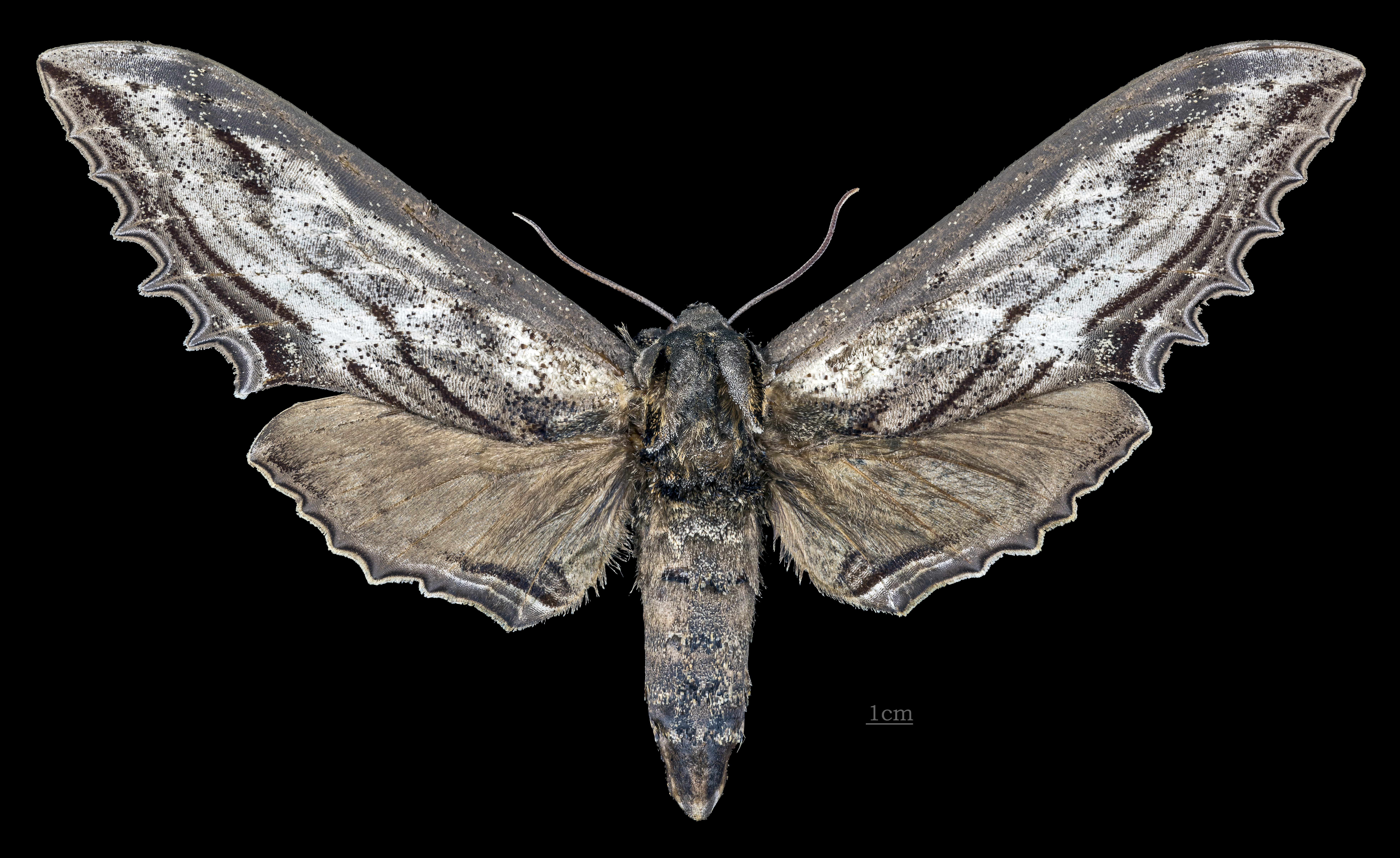
Langia zenzeroides nawai ♀
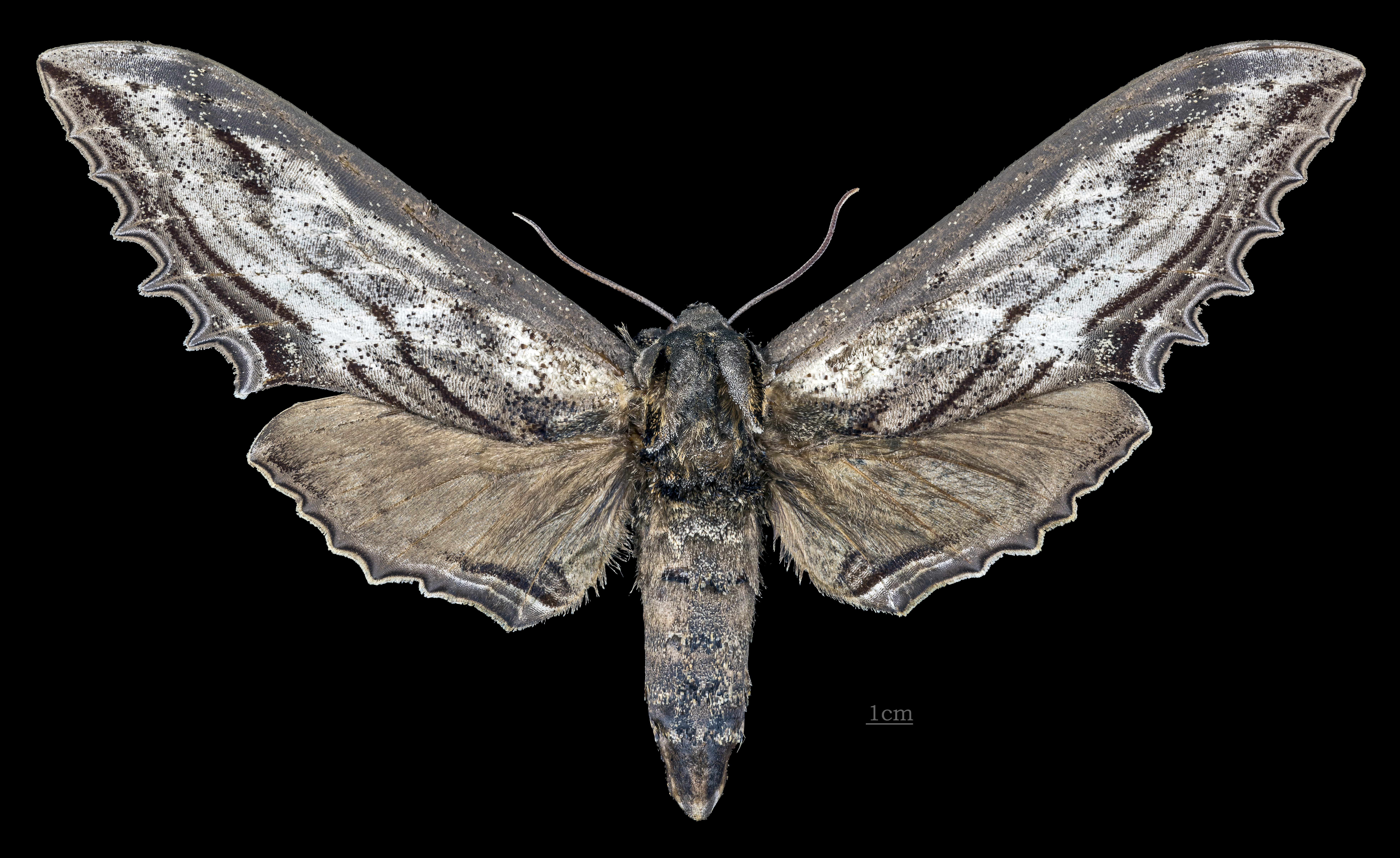
Langia zenzeroides nawai ♀ △